# İçərişəhər (métro de Bakou)
İçərişəhər (anciennement Baki Soveti) est une station de métro azerbaïdjanaise de la ligne 1 du métro de Bakou. Elle est située avenue İstiglaliyyat, à proximité de la vieille ville au centre de Bakou. Elle dessert notamment le centre historique de la ville.
Elle est mise en service en 1967 et renommée en 2008.
Exploitée par Bakı Metropoliteni, elle est desservie chaque jour entre 6 heures et minuit.

## Situation sur le réseau
Établie en souterrain, la station terminus İçərişəhər est située sur la ligne 2 du métro de Bakou, avant la station Sahil, en direction de Həzi Aslanov.

## Histoire
La station « Baki Soveti » est mise en service le 25 novembre 1967, lors de l'ouverture à l'exploitation de la première section du métro, longue de 6,5 kilomètres, jusqu'à Nəriman Nərimanov. Elle a été réalisée par les architectes Y.N. Kozlov, G.A. Khanlarov, Y.G. Gadimov et Sh.A. Zeynalova.
Elle est renommée İçərişəhər à la fin de l'année 2008 lors de sa remise en service après d'importants travaux de rénovation qui ont notamment consisté à remplacer les escaliers mécaniques d'origine et à construire une pyramide de verre qui recouvre la salle des guichets et l'accès aux escaliers.

## Service des voyageurs

### Accueil
Elle dispose d'une bouche recouverte d'une pyramide de verre qui dispose d'une salle des guichets et une autre avec les escaliers mécaniques pour accéder à la plateforme profonde.

### Desserte
İçərişəhər est desservie quotidiennement par les rames qui circulent sur la ligne entre 6 heures et minuit.

### Intermodalité
Un parking est aménagé. À peu de distance deux arrêts d'autobus sont desservis par des bus : lignes 3, 18 37, 77 et 193 pour l'un et 14, 37, 65 et 193 pour l'autre.